# Ugo di Provenza
Ugo di Provenza, detto anche Ugo d'Arles (in provenzale Hughes), (Arles, 880 – Arles, 10 aprile 947) fu marchese del regno di Provenza dal 911 al 933, assumendo la reggenza del regno dal 928, e re d'Italia dal 926 al 947.

## Origine
Figlio primogenito del conte di Arles, Tebaldo (ca. 860-895) e di Berta di Lotaringia (863-925), figlia terzogenita del re di Lotaringia Lotario II e della seconda moglie Waldrada, scomunicata da papa Niccolò I in quanto considerata concubina, quindi nipote dell'imperatore Lotario I (Ugo menzionò i propri genitori, Tebaldo e Berta nel documento della fondazione del monastero di San Pietro, del 924 e in una donazione dell'8 marzo 934).
Tebaldo d'Arles era l'unico figlio del marchese della Borgogna Transgiurana e abate laico di San Maurizio d'Agauno e dell'abbazia di Lobbes, Uberto del Vallese (?-866), come ci confermano gli Annales Vedastini, mentre della madre non si conoscono né il nome né gli ascendenti.

## Biografia
Nell'895, alla morte del padre gli subentrò nel titolo di conte d'Arles.
Sua madre, Berta, rimasta vedova, tra l'887 e l'895, tra l'895 e l'898 sposò, in seconde nozze, il marchese di Toscana, Adalberto II Ricco(875-915), figlio del marchese Adalberto I e di Richilde di Spoleto.
Berta intervenne spesso nelle vicende e negli affari del regno d'Italia cosa che influenzerà la vita futura di Ugo.
Nel 905, ricevuto il titolo di conte di Vienne, Ugo si trasferì a Vienne, divenendo aiutante del re di Provenza, Ludovico, il quale, riconoscendo di non essere più in grado di resistere alle pressioni dei suoi feudatari, per la sua menomazione subita (Berengario del Friuli, contro il quale Ludovico III combatteva per avere la corona d'Italia, lo aveva sconfitto e fatto accecare), secondo lo storico francese Christian Settipani, lo aveva designato come aiutante.

### Marchese di Provenza
Nel 911, Ugo venne nominato dal re di Provenza, Ludovico, che era suo cugino, reggente di Provenza col titolo di marchese. Ugo spostò la capitale del regno da Vienne ad Arles, da dove governò con la sua corte.
Nel 912 Ugo sposò la sorellastra di Ludovico, Willa di Provenza (ca. 873-† prima del 924), figlia del re di Provenza Bosone e della sua prima moglie di cui non si conoscono né generalità né ascendenti (l'esistenza di questa moglie è confermata dagli Annales Fuldenses, che affermano che il conte di Provenza, Bosone, avvelenò la (prima) moglie e non (come erroneamente da alcuni viene sostenuto) di Ermengarda d'Italia, figlia dell'imperatore Ludovico il Giovane e di Engelberga d'Alsazia. Willa era recente vedova del re di Borgogna Rodolfo I (859-912).
Ugo rimase vedovo verso il 924. La moglie, Willa morì, prima del 924, anno in cui Ugo nel documento della fondazione del monastero di San Pietro, citò Willa di Provenza, come già morta.
Rimasto vedovo, Ugo, come è provato sempre dal documento della fondazione del monastero di San Pietro, si era sposato, in seconde nozze, prima del 924, con Ada o Hilda (Ugo, nel succitato documento menzionò le due mogli, sia quella deceduta, Willa, che la nuova, Ada o Hilda), di cui non si conoscono gli ascendenti, ma che, secondo il cronista Liutprando da Cremona, era di origine germanica (ex Francorum genere Teutonicorum uxore acceperat, nomine Aldam).
Nel 920, la madre, Berta di Lotaringia aveva invano cercato di proporre Ugo come re d'Italia, nel 922, una parte della nobiltà italiana, guidata dal marchese Adalberto I di Ivrea (?-924), genero di Berta, aveva eletto re d'Italia il re della Borgogna Transgiurana, Rodolfo II in contrapposizione a Berengario del Friuli, che oltre che re d'Italia era anche imperatore, si innescò una guerra civile, in cui Ugo cercò di intervenire nel corso del 923, che terminò il 7 aprile 924 con l'assassinio di Berengario.
In quello stesso 924 Ugo trovò un accordo con Rodolfo per combattere gli ungari che erano penetrati in Provenza, ed insieme li ricacciarono nella Gotia, al di là del Rodano.
Nell'anno che seguì però, mentre Rodolfo si trovava in Borgogna, l'Italia settentrionale fu attaccata dagli ungari, che devastarono la Lombardia e incendiarono Pavia; allora, nel corso del 925, la vedova di Adalberto I e sorellastra di Ugo, Ermengarda si unì al proprio fratello, Guido di Toscana e all'arcivescovo di Milano, Lamperto, ed insieme si ribellarono a Rodolfo impedendogli di rientrare in Italia. Nel 926, Rodolfo fece un ultimo tentativo di rioccupare il regno d'Italia, chiedendo aiuto al duca di Svevia Burcardo II, suo suocero da alcuni anni, che però, nell'aprile di quello stesso anno, venne ucciso in un'imboscata. Dopo di che Rodolfo lasciò l'Italia e, attraversate le Alpi, rientrò in Borgogna. Dopo che Rodolfo aveva lasciato definitivamente l'Italia, i nobili che gli si erano ribellati contro, in accordo con la nobiltà che aveva appoggiato Berengario offrirono il trono ad Ugo, che l'accettò e dopo essere sbarcato nei pressi di Pisa, proveniente dalla Provenza, il 9 luglio 926 fu incoronato nella basilica di San Michele a Pavia.

Nel 926, o forse prima, Ugo aveva trasmesso la contea di Arles al fratello Bosone (ca. 885-† dopo il 936) e dopo che Ugo aveva ricevuto la corona d'Italia, Bosone lo rilevò come governatore (reggente del regno) della Provenza.

### Re d'Italia
Alla morte di Ludovico il Cieco, nel 928, il figlio di Ludovico, Carlo Costantino (905-963), conte di Vienne, avrebbe dovuto succedere al padre, ma siccome da alcuni era ritenuto illegittimo, non fu mai incoronato re, e a parte la contea di Vienne non ebbe mai un effettivo potere sulla Provenza. Anche in assenza di un re, il potere effettivo sul regno di Provenza fu esercitato da Ugo, col titolo di marchese di Provenza, che affidò la reggenza della Provenza al fratello Bosone d'Arles.
Nel 928, la sua ambizione di diventare imperatore subì un duro colpo per la caduta e incarcerazione di papa Giovanni X, che poco dopo morì (molto probabilmente fu assassinato).
Nel 930 circa, secondo Liutprando da Cremona, Ugo diede la propria nipote (figlia di suo fratello Bosone) Willa III in moglie al marchese d'Ivrea, Berengario II.
Nel 931, secondo il cronista Liutprando, influenzato dalla moglie di suo fratello Bosone, Willa II, Ugo concesse a Bosone il marchesato di Toscana, dopo aver esautorato e imprigionato il loro fratellastro Lamberto, che da Ugo era temuto e che, in un secondo tempo, fece accecare. Bosone, in quello stesso anno, aveva lasciato l'incarico di reggente della Provenza al genero Bosone di Borgogna (895-935) (figlio di Riccardo il Giustiziere e fratello del re dei Franchi Occidentali Rodolfo), che lo manterrà sino al 933, quando la Provenza passerà al re di Borgogna Transgiurana Rodolfo II di Borgogna.

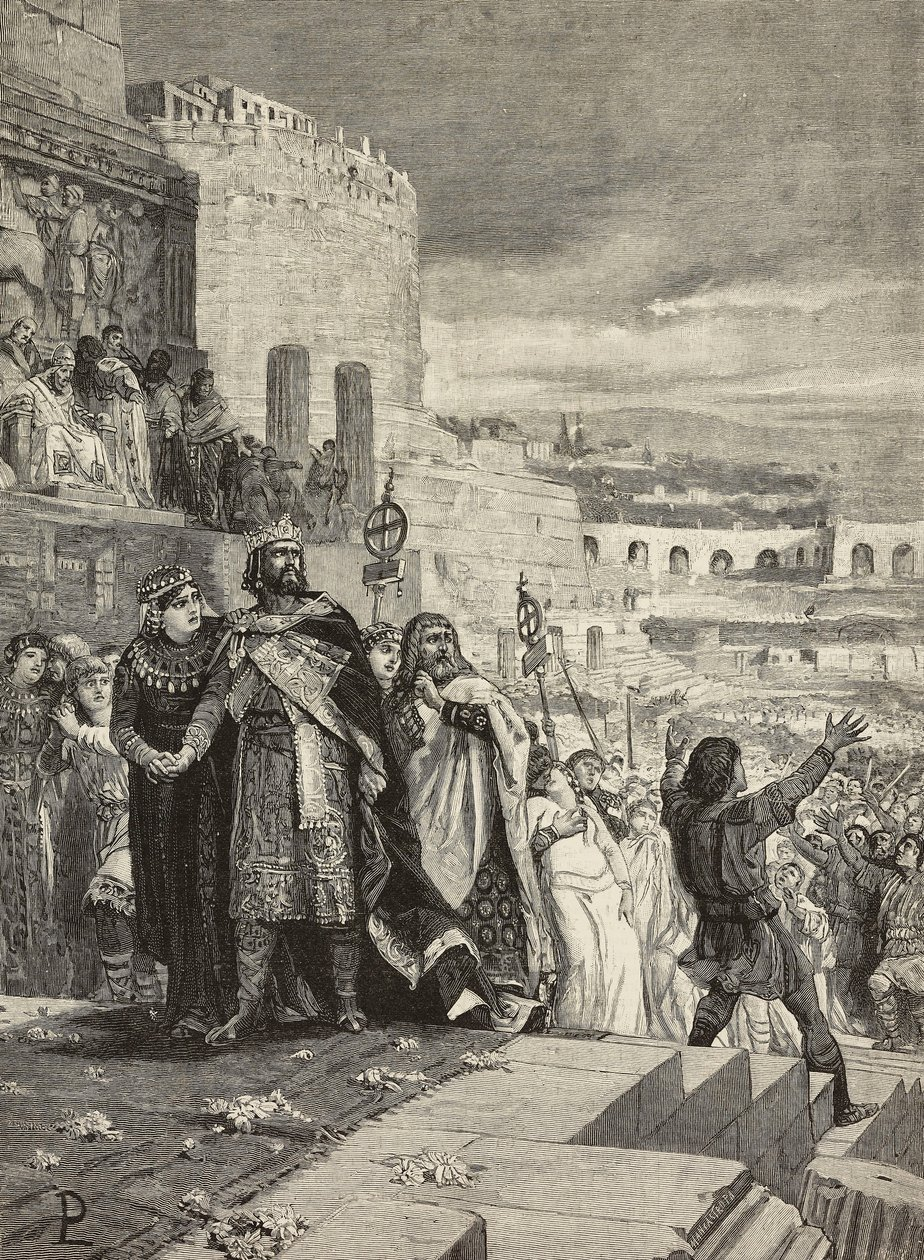
Ugo d'Arles

Nel 932, molto probabilmente vedovo di Alda, Ugo si sposò, in terze nozze, con Marozia, senatrice ed esponente della potente famiglia di origine longobarda dei Tuscolo (secondo il cronista Liutprando, era figlia del senatore romano Teofilatto e di Teodora, ritenuta da alcuni sorella di Adalberto II di Toscana, ma molto più probabilmente di antica nobiltà romana), che era al suo terzo matrimonio, infatti era vedova di Alberico I di Spoleto († 926) e del marchese, Guido di Toscana(† 929), fratellastro di Ugo. Secondo il Benedicti Chronicon Marozia aveva inviato i suoi messaggeri a Pavia, dove Ugo risiedeva, invitandolo a sposarla. Ugo accettò e furono uniti in matrimonio, a Roma, dal papa Giovanni XI, figlio di Marozia e del defunto papa Sergio III. I due sposi presero possesso di Castel Sant'Angelo e posero il loro talamo nuziale presso la tomba dell'imperatore Adriano. Nello stesso anno, prima che Ugo fosse incoronato imperatore, a causa della sfrenata ambizione di Ugo che anelava di imporsi anche a Roma, il figlio di primo letto di Marozia, Alberico II di Spoleto, dopo aver sobillato il popolino della città a ribellarsi, mettendo paura sia al re che alla regina, costrinse Ugo a fuggire da Roma e a riparare a Pavia, mentre Marozia (di cui non si hanno più notizie) e Giovanni XI (910 circa- 935) furono imprigionati (Marozia fu messa in convento, mentre Giovanni XI, ritiratosi in Laterano, rimase in funzione solo come capo della Chiesa sino alla sua morte).
Poco dopo (tra il 932 ed il 937) Ugo, rimase vedovo di Marozia, ricordata in un'epigrafe del Poetarum latinorum Medii Aevi, tomus V, fasc. I in cui viene ricordato che Marozia morì in gennaio.
In quel periodo, Ugo si interessò dell'abbazia di Farfa, che era stata incendiata e saccheggiata, agevolando il reinserimento dei monaci nell'abbazia e cercando, inutilmente di far ripristinare la regola originaria del monastero.
Nel 933, Ugo pose sotto assedio la città perduta, senza riuscire a conquistarla.
Dopo i rovesci degli ultimi due anni (tra cui un nuovo attacco degli ungari ed una ribellione di Pavia, del 931), i nobili italiani, nel 933, secondo il cronista Liutprando, si recarono in Borgogna per richiamare il re Rodolfo in Italia, ma essendone venuto a conoscenza, Ugo d'Arles inviò i suoi messaggeri a offrire al re di Borgogna, Rodolfo II, tutti i territori che aveva posseduto in Provenza, a patto che non rimettesse più piede in Italia. Rodolfo accettò e così, in quell'anno (933), dall'unione della Borgogna Transgiurana e della Provenza (o Borgogna Cisgiurana) ebbe origine il regno di Arles o delle due Borgogne.
Nel 936, Ugo ritentò un nuovo assedio a Roma, ma, secondo Liutprando, dopo aver devastato le campagne intorno alla città, dovette abbandonare l'impresa e offrire ad Alberico II un trattato, che, nel tentativo di riconciliarsi col figliastro, prevedeva le nozze tra la figlia di Ugo, Alda, avuta dal precedente matrimonio con Ada (o Hilda), e Alberico II. Ci fu il matrimonio ma non la riconciliazione, in quanto Ugo non essendo ben accetto in Roma, non partecipò neppure al matrimonio.
In quello stesso anno Ugo aveva associato il proprio figlio, Lotario, al trono indicandolo come suo successore.
Ancora nel 936, sempre secondo Liutprando, l'ambizione sfrenata di Willa II spinse il marito, Bosone a ribellarsi al fratello Ugo. Willa fu inviata in Borgogna, presso la famiglia d'origine, mentre Bosone fu destituito e fatto arrestare dal fratello Ugo, che, nel 937 lo sostituì come marchese di Toscana, col figlio illegittimo, Uberto.
Nel 937, il 12 dicembre, secondo Liutprando, Ugo sposò Berta di Svevia (907- dopo l'8 aprile 962), detta la Filandina, figlia del duca di Svevia Burcardo II e vedova di Rodolfo II di Borgogna, che aveva sposato nel 922 (confermato anche dagli Annales Sangallenses Maiores;  durante lo sposalizio, la figlia di Rodolfo II e Berta, Adelaide,  veniva fidanzata al figlio di Ugo, Lotario. Alla moglie ed alla figlia Ugo e Lotario concedettero un doppio dotario, studiato recentemente da Giacomo Vignodelli, da cui si può derivare l'estensione dei possedimenti in Toscana. 
Alla morte del duca di Spoleto, Teobaldo I, nello stesso anno (937), il ducato fu dato a suo nipote, figlio della sua sorellastra, Ermengarda e di Adalberto I, Anscario II, conte di Asti, che, secondo Liutprando, Ugo lo aveva allontanato da Asti, perché lo temeva (Ugo aveva fatto accecare lo zio di Anscario, Lamberto). Anscario si trovò a combattere contro il nuovo marito della vedova di Teobaldo I, il conte palatino, Sarlione (invitato a venire in Italia dalla Borgogna, per sposare la vedova di Teobaldo I, proprio da Ugo),
Nel 940, Sarlione ebbe la meglio su Anscario II, che, con somma gioia di Ugo, trovò la morte. Sarlione divenne duca di Spoleto e Camerino, ma, non molto tempo dopo, fu destituito da Ugo che lo costrinse a ritirarsi in monastero e lo sostituì col proprio figlio illegittimo, Uberto.
Nel 941, dopo aver stretto un'alleanza con il co-imperatore di Bisanzio, Romano I Lecapeno, che inviò una flotta, riuscì a sconfiggere i Saraceni, installati a Frassineto.
A questo punto il più grande feudatario era rimasto il marchese d'Ivrea, Berengario, che riuniva tutta l'Italia nord-occidentale. Ugo tornò in Lombardia e riuscì a riappacificarsi con i conti che gli si erano ribellati, con l'intento di catturare Berengario ed accecarlo. Berengario che, secondo Liutprando, era stato preavvertito dal co-reggente Lotario II, insieme al figlio Adalberto, riuscì ad evitare la cattura e, passando dal Gran San Bernardo, a riparare in Germania, presso il duca di Svevia, Ermanno I, che lo condusse dal re dei Franchi Orientali, Ottone I di Sassonia, che pur non facendo nulla per Berengario, rifiutò di consegnarlo ad Ugo.
In quel periodo, Ugo ricevette una delegazione, inviatagli dall'imperatore d'oriente, Costantino VII Porfirogenito, che gli chiedeva una fidanzata per il suo erede al trono, Romano II. Dato che Ugo non aveva figlie legittime nubili, propose alla delegazione Berta, sua figlia illegittima, che nel 944, poi sposò il bambino Romano II.
I bizantini inviarono nuovamente una flotta contro i saraceni, che Ugo riuscì a circondare. Ma anziché distruggere Frassineto, Ugo, per paura di Berengario che stava raccogliendo un esercito di svevi e italiani, si alleò con i saraceni.
Sempre in quel periodo riuscì a dirottare gli ungari, che periodicamente devastavano l'Italia e la Provenza, verso la penisola iberica.
Ugo, nel 943, divise i vasti domini di Berengario tra i maggiori nobili, tra cui Arduino il Glabro, la marca di Torino, Aleramo, la marca del Monferrato, e Oberto I, la contea di Luni con autorità su numerosi territori, tra cui Carrara e sui suoi castelli, Tortona e la nascente repubblica di Genova.
Nel 944, gli giunse la voce che i conti lombardi gli si stavano di nuovo sollevando contro, Ugo ritornò in Italia col figlio. Ma, nel corso del 945, Berengario rientrò in Italia, attraverso la Val Venosta dirigendosi su Verona, governata dal conte Milone. Il nipote di Ugo, Manasse di Arles, che reggeva l'arcivescovado di frontiera di Trento, tradì lo zio e passò a Berengario.
Allora, a cominciare dal conte Milone, ci fu una diserzione generale, guidata dall'arcivescovo di Milano, e Ugo, che si trovava a Pavia, inviò a Milano il figlio, Lotario II, a supplicare i ribelli, che commossi lo nominarono unico re. Ma mentre Ugo, nel 946, cercava di rientrare in Provenza, il marchese d'Ivrea lo intercettò e, per evitare ancora di combattere, lo rimise sul trono, come co-reggente, mentre Berengario, deteneva realmente il potere.
Umiliato, stanco e malato, all'inizio del 947, Ugo ottenne il permesso di abdicare e, con il tesoro del regno d'Italia, fece ritorno in Provenza, lasciando sul trono d'Italia il figlio Lotario II, ma il governo era già retto da Berengario.
Morì ad Arles il 10 aprile 947, mentre stava riorganizzando un esercito per poter sconfiggere Berengario, dopo il suo rientro in Italia.

## Famiglia e figli
Ugo ebbe quattro mogli. Dalla prima, Willa di Provenza, non ebbe alcun figlio, così come da Marozia e da Berta di Svevia, rispettivamente la terza e quarta moglie.
Ugo ebbe invece dei figli con la seconda moglie Ada:
- Alda[33] (924-?) che sposò, nel 936, Alberico II di Spoleto (911-954);
- Lotario[13] (925-950), re d'Italia.

Ugo ebbe altri sei figli da diverse amanti; da Wandelmoda, che ebbe prima di sposare Ada e che Liutprando definisce nobilissima, ebbe un figlio:
- Uberto di Toscana[13] (ca.920-970), marchese di Toscana e duca di Spoleto.

Da Pezola, che secondo Liutprando era di umilissime origini, ebbe due figli:
- Berta (ca. 927-949), che, dopo essergli stata promessa[47], sposò, nel 944, Romano il Giovane erede dell'imperatore d'oriente, prese il nome di Eudocia e, nel 946, divenne co-imperatrice di Costantinopoli[48],
- Bosone[59] (ca. 930-951), vescovo di Piacenza dal 941 alla sua morte[59].

Da Rotrude (o Roza), figlia di Walperto, ebbe una figlia:
- Rotlinde[60] (ca. 930-dopo il 1001[60]) che sposò, prima, il conte Elisardo[9] e poi, il conte di Pavia, Bernardo[9];

Da Stefania, di origine romana ebbe un figlio:
- Tibaldo, arcidiacono e poi arcivescovo vicario a Milano[59];

Infine, da un'amante di cui non si conoscono né il nome né gli ascendenti, ebbe un figlio:
- Goffredo, abate di Nonantola[9].

## Ascendenza
|                          |           |                       | Genitori     |  |  | Nonni |  |  | Bisnonni          |  |  | Trisnonni |  |
|                          |           |                       |              |  |  |       |  |  | Bosone il Vecchio |  |  | …         |  |
|                          |           |                       |              |  |  |       |  |  | Bosone il Vecchio |  |  | …         |  |
|                          |           | …                     |              |  |  |       |  |  | Bosone il Vecchio |  |  |           |  |
| Uberto del Vallese       |           |                       |              |  |  |       |  |  | Bosone il Vecchio |  |  |           |  |
|                          |           | …                     | …            |  |  |       |  |  |                   |  |  |           |  |
|                          |           | …                     | …            |  |  |       |  |  |                   |  |  |           |  |
|                          |           | …                     | …            |  |  |       |  |  |                   |  |  |           |  |
| Tebaldo d'Arles          |           | …                     |              |  |  |       |  |  |                   |  |  |           |  |
|                          |           | …                     | …            |  |  |       |  |  |                   |  |  |           |  |
|                          |           | …                     | …            |  |  |       |  |  |                   |  |  |           |  |
|                          |           | …                     | …            |  |  |       |  |  |                   |  |  |           |  |
| …                        |           | …                     |              |  |  |       |  |  |                   |  |  |           |  |
|                          |           | …                     | …            |  |  |       |  |  |                   |  |  |           |  |
|                          |           | …                     | …            |  |  |       |  |  |                   |  |  |           |  |
|                          |           | …                     | …            |  |  |       |  |  |                   |  |  |           |  |
| Ugo di Provenza          |           | …                     |              |  |  |       |  |  |                   |  |  |           |  |
|                          | Lotario I | Ludovico il Pio       |              |  |  |       |  |  |                   |  |  |           |  |
|                          | Lotario I | Ludovico il Pio       |              |  |  |       |  |  |                   |  |  |           |  |
|                          | Lotario I | Ermengarda di Hesbaye |              |  |  |       |  |  |                   |  |  |           |  |
| Lotario II di Lotaringia | Lotario I |                       |              |  |  |       |  |  |                   |  |  |           |  |
|                          |           | Ermengarda di Tours   | Ugo di Tours |  |  |       |  |  |                   |  |  |           |  |
|                          |           | Ermengarda di Tours   | Ugo di Tours |  |  |       |  |  |                   |  |  |           |  |
|                          |           | Ermengarda di Tours   | Ava/Bava     |  |  |       |  |  |                   |  |  |           |  |
| Berta di Lotaringia      |           | Ermengarda di Tours   |              |  |  |       |  |  |                   |  |  |           |  |
|                          |           | …                     | …            |  |  |       |  |  |                   |  |  |           |  |
|                          |           | …                     | …            |  |  |       |  |  |                   |  |  |           |  |
|                          |           | …                     | …            |  |  |       |  |  |                   |  |  |           |  |
| Waldrada di Wormsgau     |           | …                     |              |  |  |       |  |  |                   |  |  |           |  |
|                          |           | …                     | …            |  |  |       |  |  |                   |  |  |           |  |
|                          |           | …                     | …            |  |  |       |  |  |                   |  |  |           |  |
|                          |           | …                     | …            |  |  |       |  |  |                   |  |  |           |  |
|                          |           | …                     |              |  |  |       |  |  |                   |  |  |           |  |

### Fonti primarie
- (LA)  Monumenta Germanica Historica, Scriptores, tomus I.
- (LA)  Monumenta Germaniae Historica, Poetarum latinorum Medii Aevi, tomus V, fasc. I, Die Ottonenzeit.
- (LA)  Annales Bertiniani.
- (LA)  Rerum Gallicarum et Francicarum Scrptores tomus IX.
- (LA)  Recueil des Chartes de l'Abbaye de Cluny, tome I.
- (LA)  Recueil des Chartes de l'Abbaye de Cluny, tome II.
- (LA)  Monumenta Germaniae Historica, Scriptores, tomus III.
- (LA)  Monumenta Germaniae Historica, Diplomatum Regum et Imperatorum Germaniae, tomus II.

### Letteratura storiografica
- C. W. Previté-Orton, "L'Italia nel X secolo", cap. XXI, vol. II (L'espansione islamica e la nascita dell'Europa feudale) della Storia del Mondo Medievale, 1999, pp. 662–701.
- Louis Halphen, "Il regno di Borgogna", cap. XXV, vol. II (L'espansione islamica e la nascita dell'Europa feudale) della Storia del Mondo Medievale, 1999, pp. 807–821.
- J.P. Whitney, "La riforma della chiesa", cap. XI, vol. IV (La riforma della chiesa e la lotta fra papi e imperatori) della Storia del Mondo Medievale, 1999, pp. 299–352.